# Borgercompagnie
Borgercompagnie est un village qui fait partie des communes de Veendam et Midden-Groningue dans la province néerlandaise de Groningue. C'est un village-rue, tout comme le village tout proche de Tripscompagnie, également en longueur.
Le village est fondé au XVIIe siècle le long du Borgercompagniesterdiep, creusé en 1647.